# يوريكو (لاعب كرة قدم)
يوريكو (بالبرتغالية: Eurico Nicolau de Lima Neto) هو لاعب كرة قدم برازيلي في مركز الوسط، ولد في 16 أبريل 1994 في سانتا لوزيا في البرازيل. شارك مع منتخب البرازيل تحت 23 سنة لكرة القدم. أما مع النوادي، فقد لعب مع نادي بونتي بريتا ونادي كروزيرو.

## وصلات خارجية
- يوريكو (لاعب كرة قدم) على موقع قاعدة بيانات كرة القدم.إي يو (الإنجليزية)
- يوريكو (لاعب كرة قدم) على موقع Soccerway.com (الإنجليزية)
- يوريكو (لاعب كرة قدم) على موقع عالم كرة القدم.نت (الإنجليزية)
- يوريكو (لاعب كرة قدم) على موقع AS.com (الإسبانية)
- يوريكو (لاعب كرة قدم) على موقع GSA (الإنجليزية)